# Lindenbach (Ramsach)
Der Lindenbach ist ein linker Zufluss zur Ramsach in Oberbayern.
Er entsteht in Gräben oberhalb von Bad Kohlgrub, fließt durch den Ortskern und im weiteren Verlauf ostwärts. Ab dem Eintritt ins Murnauer Moos mäandert der Lindenbach in Richtung Ramsach. Während sich dieser früher mitten im Moos mit der Ramsach vereinigt hat, findet dies wegen zahlreicher Eingriffe im Moos nun weiter flussabwärts statt.